# Centralna Agencja Polska w Lozannie
Centralna Agencja Polska w Lozannie lub Agencja Lozańska (fr. Agence Centrale Polonaise Lausanne) – agencja informacyjna działająca w latach 1915–1919 w szwajcarskiej Lozannie, której celem była promocja polskich spraw w krajach zachodniej Europy.
Była kontynuatorką funkcjonującej w Rzymie i Paryżu Agence Polonaise de Presse. Powstała z inicjatywy Erazma Piltza 13 września 1915 na zebraniu w mieszkaniu Henryka Sienkiewicza w Lozannie. Według deklaracji założycielskiej miała mieć charakter ponadorientacyjny i ponadpartyjny. Celem jej działalności miało być informowanie europejskiej opinii publicznej o wszystkim co się dzieje na ziemiach polskich, a zarazem w ogóle o Polsce. O jej sile cywilizacyjnej, jej zasobach moralnych i materialnych, o jej sile cywilizacyjnej, jej zasobach moralnych i materialnych, o jej uzdolnieniu i prawach do samodzielnego życia politycznego, wreszcie o wszystkim, co w wielkiej chwili dziejowej (...) sprawie narodowej przynieść korzyść i do zrealizowania naszych dążeń przyczynić się może. Mimo deklaracji bezstronności politycznie pracami agencji od listopada 1915 kierowało tajne Koło Polityczne skupiające polityków Stronnictwa Narodowo-Demokratycznego i Stronnictwa Polityki Realnej -  Erazma Piltza, Mariana Seydę, Jana Rosena, Jana Rozwadowskiego, Jana Żółtowskiego, Jana Modzelewskiego oraz Aleksandra Skarbka i Kazimierza M. Morawskiego. Na czele CAP stał Zarząd (Zygmunt Laskowski, Erazm Piltz, Marian Seyda, Jan Rosen, Jan Rozwadowski, Jan Żółtowski, Jan Modzelewski, Jan Perłowski)  a całość jej prac kontrolował dwudziestodwuosobowy  Komitet Nadzorczy.. Jej prezesem był początkowo Zygmunt Laskowski. Jednak już w styczniu 1916 doszło do konfliktu pomiędzy nim a działaczami endeckimi i realistycznymi w rezultacie ustąpił on z funkcji a wraz z nim także wycofali się stopniowo z prac Agencji popierający go członkowie stowarzyszenia „La Pologne et la Guerre” związanego z Janem Kucharzewskim. Od początku 1916 prezesem CAP był Marian Seyda, wiceprezesem i dyrektorem do lutego 1916 r.  Erazm Piltz zaś Jan Perłowski prezesem Komitetu Nadzorczego. Miała oddziały w Paryżu i Londynie. CAP współpracowała z paryską Agencją Prasową Kazimierza Woźnickiego oraz z rzymską Macieja Loreta, a także z polonijnymi, prokoalicyjnymi ośrodkami w USA. Ścisłe więzi łączyły ją z wpływowymi gazetami: „Gazette de Lausanne” , „Journal de Genčve”, z paryskim „Journal des Débats” a także z tamtejszą „Polonią” Wacława Gąsiorowskiego. Jej działalność była finansowana z dobrowolnych datków a także subwencji Polonii amerykańskiej i zachodnioeuropejskiej. Publikowała prasę, broszury, biuletyny i wydawnictwa encyklopedyczne które informowały opinię i polityków zachodnich o sytuacji na ziemiach polskich. Starała się pozyskać w ten sposób państwa koalicji dla sprawy odbudowy Polski. Spośród wydawnictw Agencji szczególne miejsce zajmowały "Biuletyny" opracowywane 2-3 razy w tygodniu i przekazywane bezpośrednio redakcjom gazet szwajcarskich, francuskich i włoskich oraz wydawane nieregularnie tzw. Informations et Documents" i przeznaczone dla wybitnych polityków i publicystów w Europie Zachodniej. 
Od sierpnia 1917 roku CAP była organem Komitetu Narodowego Polskiego w Paryżu. Po przeprowadzonej w lutym 1918 roku przez Jana Rozwadowskiego reorganizacji Agencją kierował zarząd złożony z prezesa Mariana Seydy, dwóch wiceprezesów Jana Rozwadowskiego i sekretarza Józefa Puzyny. W skład Dyrekcji wchodzili: Jan Modzelewski (delegat KNP na Szwajcarię), Stefan Natanson (referat redakcyjny), Bronisław Wierzyński (referat administracyjny) i Józef Puzyna (referat prasowy). Pod jej auspicjami w drugiej połowie 1917 r. opracowano i opublikowano w formie kartograficznej projekt graniczny przyszłego państwa polskiego. Był on przeznaczony dla odbiorcy zagranicznego, gdyż mapa miała tytuł anglojęzyczny: Territories of Poland under the Domination and Occupation of Austro-Germany (Lozanna 1917). Współpracownikami Agencji byli m.in. Jan Marceli Drohojowski, Tadeusz Estreicher, Leonard Glabisz, Ludwik Janowski, Leon Klimecki, Bronisław Kozakiewicz, Leszek Malczewski, Bolesław Motz, Czesław Meissner, Ksawery Orłowski, Henryk Ratyński,  Zofia Sokolnicka, Maurycy Zamoyski. CAP przestała istnieć w połowie 1919 r. 